# Çalgı Çengi İkimiz
Pour plus de détails, voir Fiche technique et Distribution.
Çalgı Çengi İkimiz est une comédie turque réalisée par Selçuk Aydemir, sortie le 6 janvier 2017. C'est la suite du film Çalgı Çengi (tr) de 2010.
Elle connaît un grand succès dans son pays en totalisant près de 2,8 millions d'entrées au box-office turc de 2017.

## Synopsis
Salih et Gürkan sont deux cousins musiciens. Pour devenir des célébrités mondiales de la musique comme Tarkan, ils choisissent de jouer dans des mariages mais ils n’arrivent pas à décoller. À cause de leur malchance, ils n’ont aucun autre talent et c’est pour ça qu’ils décident d'entrer dans la mafia pour devenir célèbres. Et même là ce sont aussi des bons à rien ! On les fait continuer à jouer dans les mariages mais d'escrocs. Quand finalement ils décident de quitter la mafia, on leur propose un marché : leur mission est d'enlever le greffier qui s'avère être la personne qui a découvert Tarkan ! Ce-dernier veut aussi faire des deux cousins des célébrités. Pour quitter la mafia et pour finalement commencer à gagner de l’argent, ils vont devoir faire un choix.

## Distribution
- Ahmet Kural : Gürkan
- Murat Cemcir : Salih
- Rasim Öztekin : Bünyamin
- Ahmet Gülhan : Kayınbaba
- Ayşe Kökçü : Kaynana
- Nur Erkul : Salih' in Sevgilisi
- Ayhan Taş : İsmet
- Burak Satıbol : Samet
- Şinasi Yurtsever : Mahmut
- Ceyhun Güneş : Gökmen
- İlker Yakut - Semih
- Tuna Orhan : Mafya Yunus
- Cahit Gök : Mafya Cemal
- Barış Yıldız : Kaşıkçı
- Korhan Herduran : Kaşıkçı
- Samet Gürsel : Kaşıkçı
- Cemil Şahin
- Osman Kaba
- Hakan Akın
- Erdal Şahin
- Okan Has
- Atilla Pekdemir
- Zihni Göktay : le commissaire